# Nycticeinops grandidieri
Nycticeinops grandidieri (Dobson, 1876) è un pipistrello della famiglia dei Vespertilionidi diffuso nell'Africa subsahariana.

## Descrizione

### Dimensioni
Pipistrello di piccole dimensioni, con la lunghezza totale tra 81 e 90 mm, la lunghezza dell'avambraccio tra 33 e 38 mm, la lunghezza della coda tra 30 e 34 mm, la lunghezza del piede tra 8 e 10 mm, la lunghezza delle orecchie tra 8 e 13 mm, un'apertura alare fino a 25,2 cm e un peso fino a 8 g.

### Aspetto
La pelliccia è corta, setosa e leggermente lucente. Le parti dorsali sono marroni chiare, mentre le parti ventrali sono leggermente più chiare e con dei riflessi giallognoli. Il muso è corto e largo, con due masse ghiandolari sui lati. Le orecchie sono relativamente corte, triangolari, ben separate tra loro e marroni. Il trago è lungo circa la metà del padiglione auricolare, più largo al centro, con il margine anteriore dritto, quello posteriore leggermente convesso, l'estremità arrotondata e un lobo cospicuo alla base. Le membrane alari sono bruno-nerastre e leggermente semi-trasparenti. La coda è lunga ed inclusa completamente nell'ampio uropatagio, il quale è bruno-nerastro.

## Biologia

### Comportamento
Il volo è altamente manovrato, può prendere il volo da terra.

### Alimentazione
Si nutre di insetti.

## Distribuzione e habitat
Questa specie è diffusa in maniera discontinua nell'Africa subsahariana, dal Camerun alla Somalia meridionale ad est e fino al Mozambico e Angola centrali.
Vive nelle foreste sempreverdi montane, foreste ripariali, boschi di miombo tra 120 e 1.633 metri di altitudine. Si trova spesso vicino corsi d'acqua e stagni.

## Tassonomia
Sono state riconosciute 2 sottospecie:
- N.g.grandidieri: Uganda sud-orientale, Burundi, Somalia meridionale, Kenya sud-orientale, Tanzania nord-orientale, Zanzibar;
- N.g.angolensis (Hill & Carter, 1941): Camerun occidentale, Angola centrale, Malawi sud-orientale, Mozambico centro-occidentale.

## Conservazione
La IUCN Red List, considerati i continui problemi tassonomici e l'assenza di informazioni recenti circa il suo areale, lo stato della popolazione, i requisiti ecologici e le minacce, classifica N.grandidieri come specie con dati insufficienti (DD).